# Aerodramus salangana
Aerodramus salangana  (лат.) — вид птиц семейства стрижи, обитающий в Азии.

## Описание
Небольшой стриж с тусклым серовато-бурым оперением. Хвост вильчатый со слабым разрезом. Оперение сверху чёрно-коричневое, снизу — светло-коричневое. Длина тела составляет 11,7—12 см, масса — 11, 3 г. Подвида A. s. natunae примерно того же размера, что и номинальный, но имеет более длинные крылья и больше перьев на бёдрах. Подвиды A. s. maratua и A. s. aerophilus меньше двух предыдущих, у A. s. maratua при этом более светлое оперение, а у A. s. aerophilus самый глубокий вырез на хвосте по сравнению с остальными подвидами  — 11—13 %.
От других видов, обитающих на той же территории птиц можно различить только на гнезде (или пойманных). У них отсутствует или очень слабое оперение на бёдрах, оперение снизу равномерное или с очень слабыми полосами и серо-коричневая гузка.
К эхолокации способны подвиды A. s. natunae и A. s. salangana.
Полёт саланган скорее напоминает полёт ласточек, чем остальных стрижей.

## Распространение
Aerodramus salangana обитает на островах Суматра, Ява, Калимантан и некоторых соседних малых островах. Общая площадь ареала составляет 2 890 000 км² и включает территории таких стран как Бруней, Индонезия и Малайзия. Птицы в целом широко распространены в границах своего ареала, однако считается, что на острове Ява их не так много. В феврале 1906 года птица была зафиксирована в провинции Басилан на Филиппинах, возможно это не случайная отметка и птицы постоянно обитают в регионе. Сложности идентификации не позволяют более точно оценить эти предположения. Предположительно, серые саланганы могут расширять ареал на южную часть острова Калимантан.
Птицы ведут оседлый образ жизни. Предпочитают пещеры, расположенные в девственных лесах. Несмотря на снижение численности из-за потери среды обитания, данный вид относится к видам, вызывающим наименьшие опасения.

## Питание
Птицы питаются летающими насекомыми. Исследования в национальном парке Ниах показали, что в состав рациона Aerodramus salangana входит 22 семейства и подсемейства насекомых, при этом его основу составляют жесткокрылые, муравьи и термиты. 
Aerodramus salangana, собирая пропитание, могут летать очень низко над землёй или среди леса, в непосредственной близости от своих пещер. Наиболее активны в сумерки. По сравнению с обитающими на той же территории черногнёздными саланганами (Aerodramus maximus) они кормятся ниже и ближе к гнезду. Находясь в тех же стаях, они проводят за кормлением меньший промежуток времени. 

## Размножение

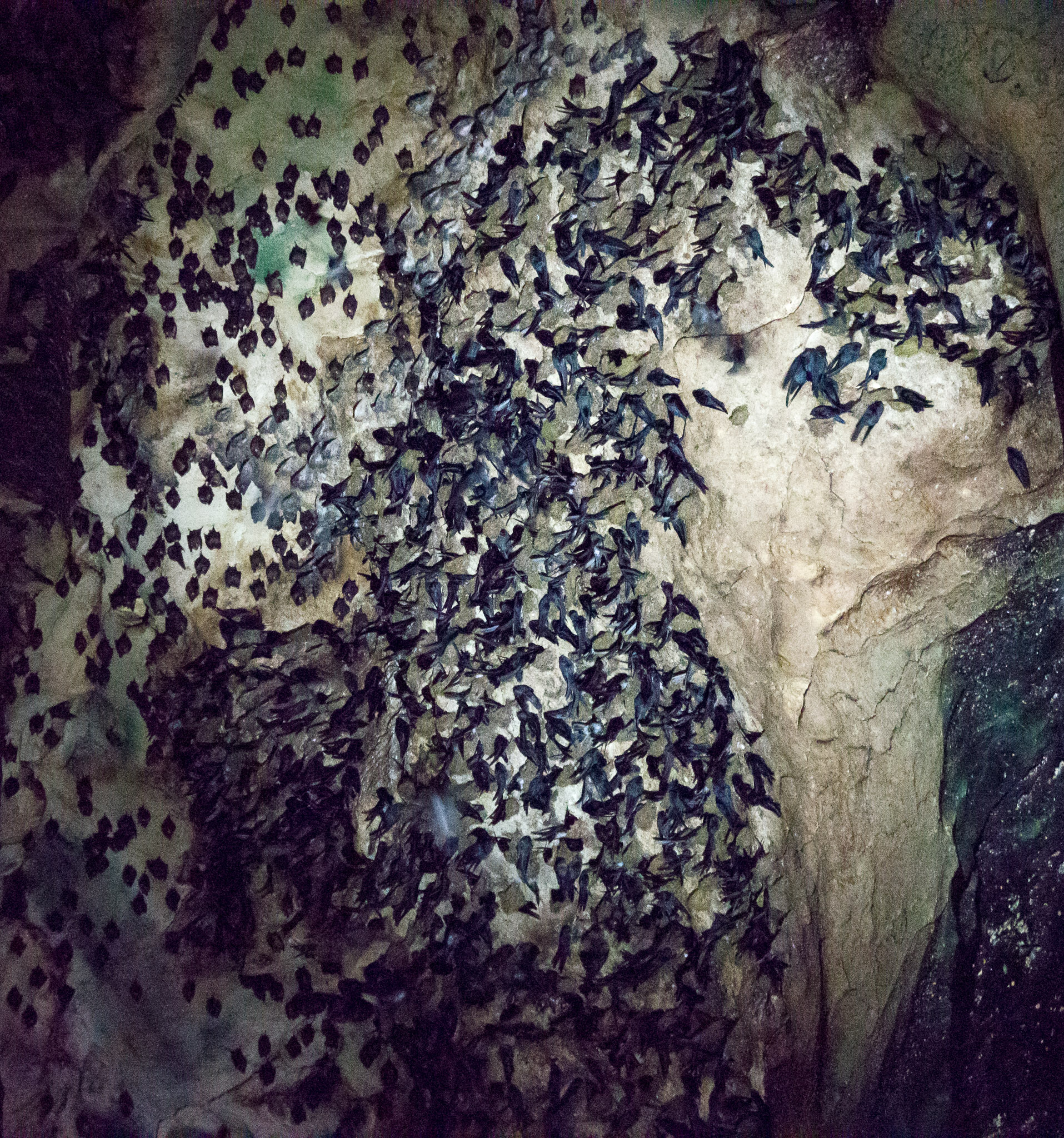
Aerodramus salangana и летучие мыши на стенах пещеры в Бангалоре

В национальном парке Ниах сезон размножения продолжается с сентября по апрель, в известняковых пещерах около города Паданг на Суматре активные колонии, совместные с черногнёздными саланганами, были отмечены в марте и апреле.
Aerodramus salangana создают большие гнездовые колонии в тёмных пещерах. Гнездо, построенное из слюны, остаётся мягким и влажным. Кладка состоит из двух яиц, отложенных с интервалом в два дня. Крайне редко в кладке встречается только одно яйцо. Высиживанием яиц занимаются оба родителя, но они не меняются в течение дня. Учёные отмечают вторые кладки. Инкубационный период составляет 19—27 дней, после чего птенцы остаются в гнезде ещё 41—56 дней. В течение дня родители кормят птенцов несколько раз. Вероятность успеха кладки составляет 38 %, то есть в каждой кладке в среднем выживает 0,8 птенца.
Самка может откладывать яйца в среднем на протяжении пяти лет.

## Систематика
Aerodramus salangana была впервые описана немецким учёным Августом Фолльратом Штройбелем в 1848 году на основе экземпляра с острова Ява. Первоначально таксон был отнесён к древесным стрижам и получил название Hemiprocne salangana. Долгое время относился к роду саланган (Collocalia). В 1970 году южноафриканский орнитолог Брук, Ричард Кендалл разделил род на три группы, одна из которых — Aerodramus (от греч. αερος — «воздух», греч. δρομος — «гонщик») — включала неблестящих стрижей, способных к эхолокации. Название Collocalia salangana также продолжает использоваться.
Наиболее близкими таксонами являются Aerodramus vanikorensis, Aerodramus inquietus, Aerodramus pelewensis и Aerodramus bartschi, с которыми раньше признавались одним видом. Два подвида Aerodramus vanikorensis — A. v. aenigma и A. v. heinrichi — иногда относят к Aerodramus salangana.
В настоящее время Aerodramus salangana относят к роду Aerodramus семейства стрижиных и выделяют четыре подвида:
- Aerodramus salangana natunae (Stresemann, 1930) — северная часть острова Калимантан, архипелаг Бунгуран и, возможно, Суматра.
- Aerodramus salangana maratua (Riley, 1927) — остров Маратуа к востоку от Калимантана, провинция Басилан на юго-западе Филиппин.
- Aerodramus salangana aerophilus (Oberholser, 1912) — острова к западу от Суматры, включая Ниас. Подвид часто относят к салангане-водорослееду (Aerodramus fuciphagus).
- Aerodramus salangana salangana (Streubel, 1848) — остров Ява.